# Унтерукерзее
Унтерукерзее на північному сході Бранденбурга — найбільше озеро в долині річки Укер. Районне місто Пренцлау простягається вздовж берега озера навколо найпівнічнішої його частини. На західному березі розташовані міста Реперсдорф і Цольхов.
Час виникнення можна простежити до кінця плейстоцену. Під час Вайхзельського зледеніння утворився льодовиковий жолоб, типовий для Північної Німеччини.
Головною притокою Унтерукерзее є Укерський канал, який з'єднує два озера Укерзее. Відтік Унтерукерзее регулюється водозливом, який відіграє важливу роль для міста Пренцлау, особливо під час повеней.
Унтерукерзее має площу близько десяти квадратних кілометрів, ефективну ширину 2,13 кілометра та ефективну довжину близько семи кілометрів. У найглибшій точці його глибина становить близько 19 метрів. Це четверте за величиною природне озеро в Бранденбурзі. Площа водозбірного басейну водойми становить приблизно 39 км². Озеро визначено як державний водний шлях.

## Назва
Близько VI століття У 18 столітті представники народу укранів мігрували до Укермарку. Центр розселення їхніх племен був довкола обох озер Укерзее.

## Притоки

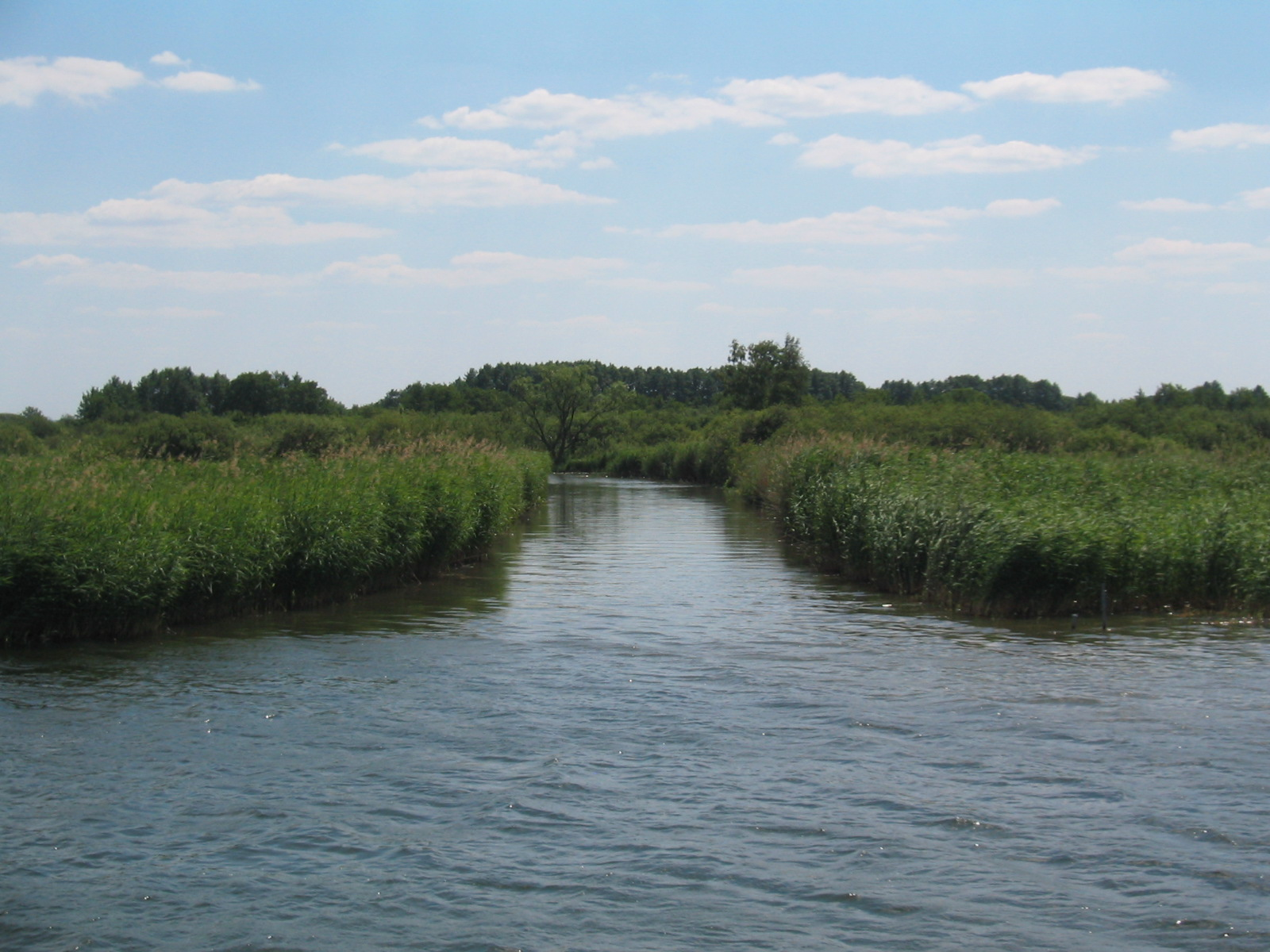
Укерський канал на Унтерукерзее

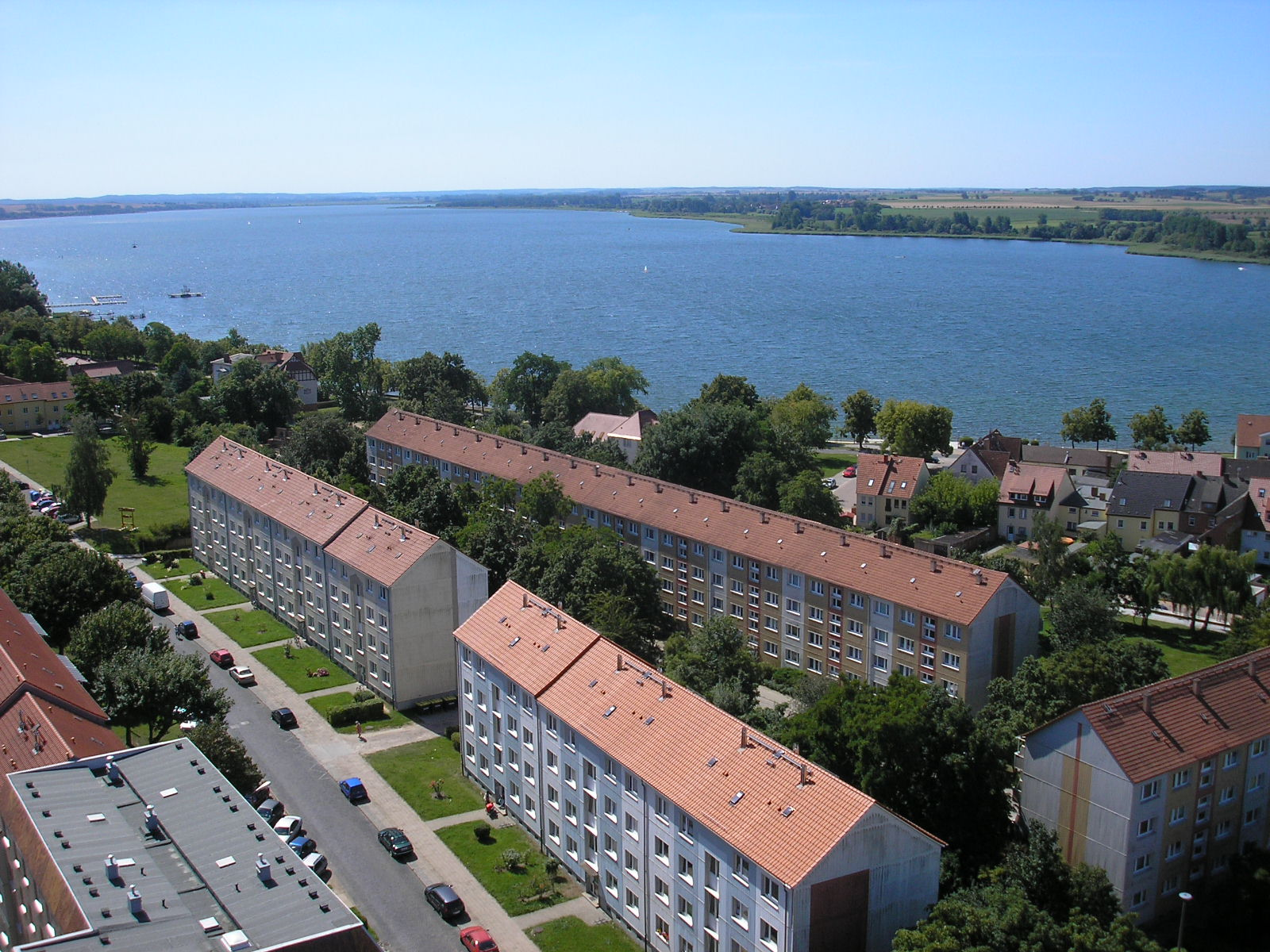
Вид з Пренцлауерської Марієнкірхе на озеро

Найбільшою притокою є Укерський канал з Оберукерзее. Інші притоки: Дрішер-Зееґрабен, Шеферґрабен і Гьофтґрабен.

## Екскурсії на озеро
Наразі останнє судно продали у 2021 році. Досі можна було здійснити круїзні поїздки пасажирським судном «Onkel Albert» по Унтерукерзее, поїздки до Варніца й назад, або комбіновані тури на човні та велосипеді. До цього працювали «Укершван», а раніше «Укерперлє». На Унтеруккерзее є три причали: Реперсдорф, Пренцлау «Укерпроменад» і Пренцлау «Ам Кап». З 2024 року озером курсує пасажирське судно «Weiße Muschel», яке доставили суходолом зі Шведта до Пренцлау у грудні 2023 року.

## Регіон/Походження
Укермарк як моренний ландшафт сформувався під час льодовикового періоду. Відступаючи в час потепління, льодовикові маси залишили після себе горбисту рівнину, всіяну численними невеликими озерами. Ці озера, включно з Унтеркерзее, є залишками льодовиків, які містили великі маси води, що залишалися в западинах і улоговинах під час танення. Багато валунів, що залишилися, так званих ерратичних уламків, є свідченням масивних рухів льодовика близько 14 200 років тому.
Надзвичайне багатство озер є особливою рисою молодого моренного ландшафту на північному сході Бранденбурга. Тільки в біосферному заповіднику Шорфгайде-Хорін налічується понад 250 озер.

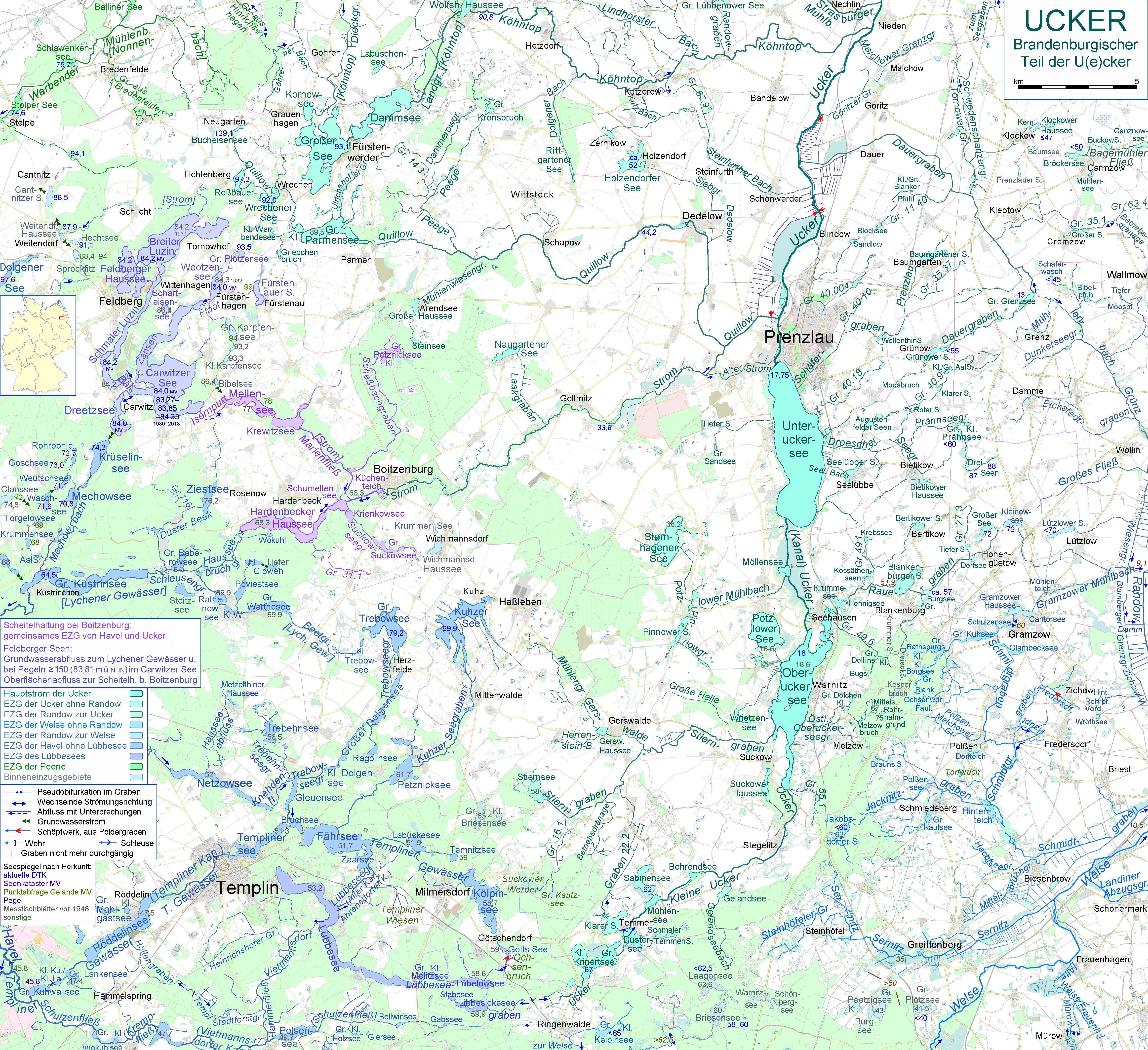
Унтерукерзее в бранденбурзькій частині річки Укер.